# Himmelsfärdskatedralen, Chabarovsk
Himmelsfärdskatedralen (ryska: Успенский собор; translitteration: Uspenskij sobor) är en rysk-ortodox katedral belägen i staden Chabarovsk, i Chabarovsk kraj i sydöstra Sibirien, i Ryssland.
Kyrkan är helgad åt högtiden Guds moders avsomnande, som är östortodoxa kyrkans benämning på Jungfru Marie himmelsfärd och tillhör Chabarovsks stift.

## Historik

### Tidigare katedralen
Grundstenen till den tidigare katedralen lades år 1876. På grund av brist på pengar började katedralen att byggas 1884. Den stod klar och invigdes 1886. Arbetet leddes av ingenjör S. O. Ber.
Mellan 1904 och 1905 byggdes två sidokapell.
1930 stängdes katedralen ned och senare revs den.

### Nuvarande katedralen
Den nuvarande katedralen började att byggas 2000. Den stod klar och invigdes 2002.

## Bilder

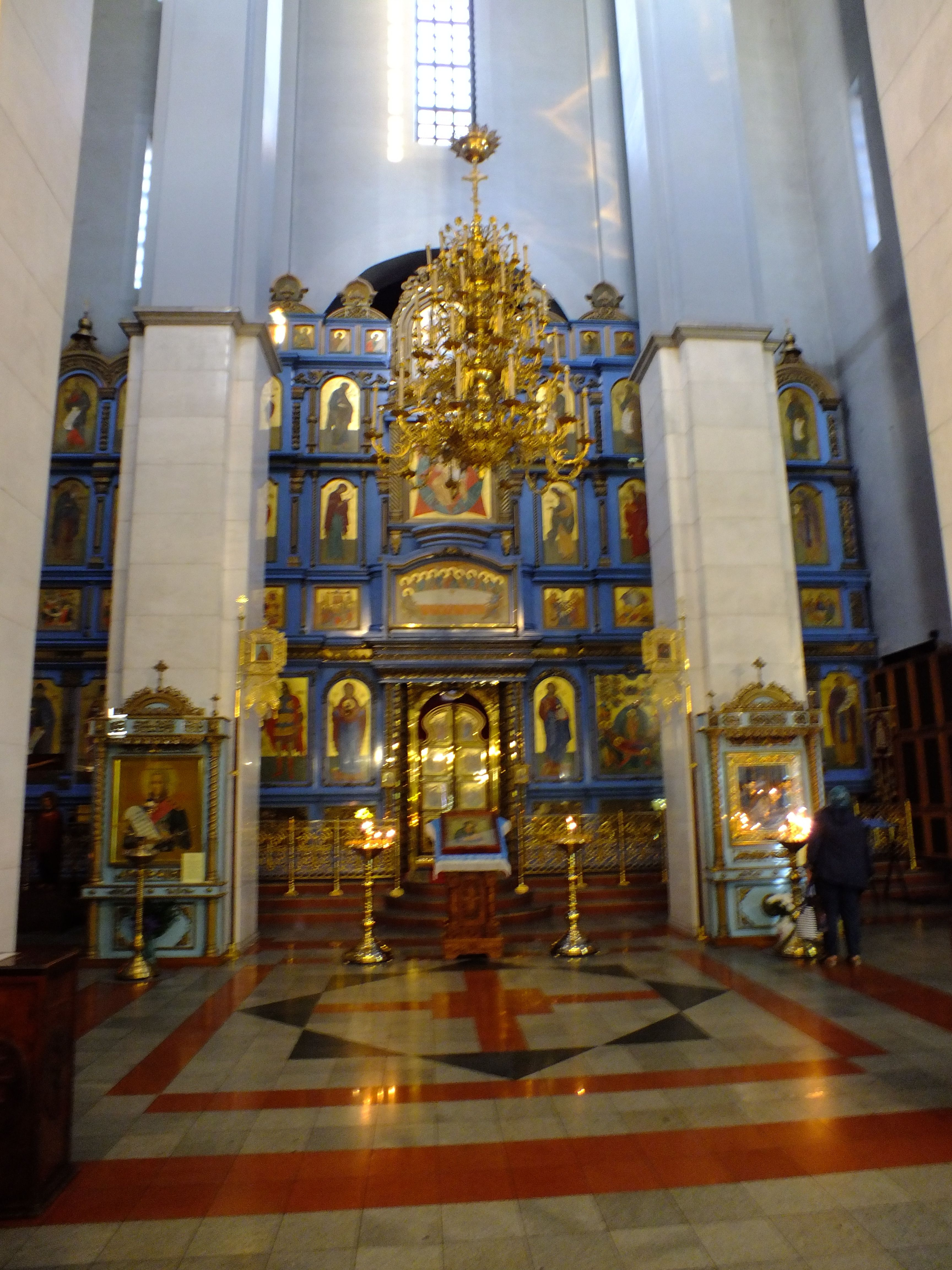
Katedralens interiör mot ikonostasen
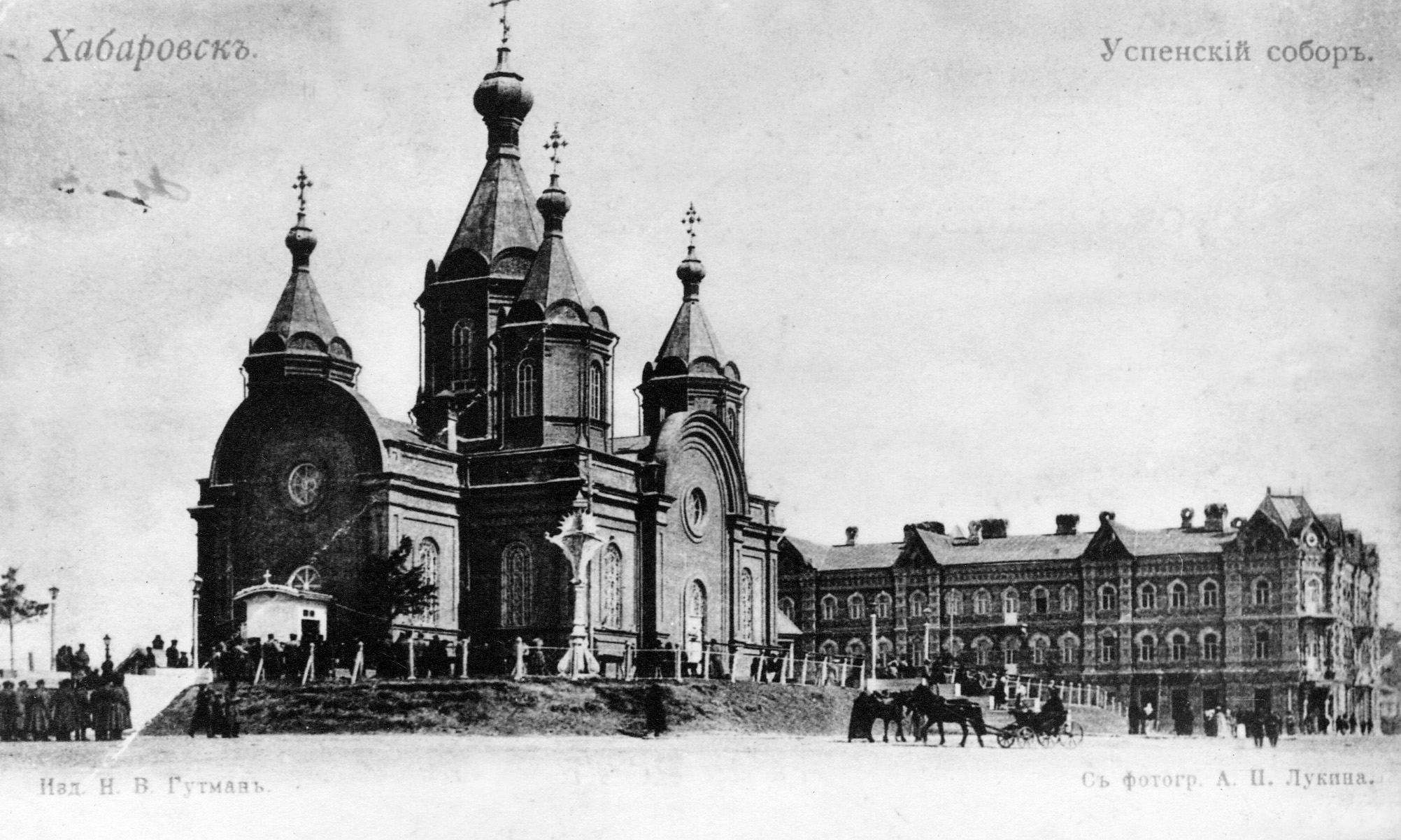
Bild på kateralen från år 1903.